# Смоляков, Юрий Тимофеевич
Ю́рий Тимофе́евич Смоляко́в (род. 20 сентября 1941, Воронеж) — советский фехтовальщик, двукратный чемпион СССР (1963, 1966), серебряный призёр чемпионата мира (1966) и Олимпийских игр (1968). Мастер спорта СССР международного класса. Кандидат педагогических наук, доцент.

## Биография
Родился в семье военного лётчика. В юности увлекался фехтованием и лёгкой атлетикой. В 1959 году поступил в Белорусский государственный институт физической культуры (БГОИФК), где решил сосредоточиться на занятиях фехтованием и стал тренироваться под руководством Германа Бокуна.
Специализировался в фехтовании на шпагах. В 1963 году выиграл чемпионат СССР, проходивший в рамках III летней Спартакиады народов СССР. После этого успеха стал привлекаться в состав сборной страны. В 1964 году участвовал в Олимпийских играх в Токио, где советская команда заняла 7-е место.
В 1966 году на чемпионате мира в Москве завоевал серебряную медаль в командных соревнованиях.
В 1968 году на Олимпиаде в Мехико также выиграл серебряную медаль в командном турнире вместе с Григорием Криссом, Иосифом Витебским, Алексеем Никанчиковым и Виктором Модзолевским.
В 1972 году был потрясён трагическим уходом из жизни своего друга и партнёра по сборной СССР Алексея Никанчикова и принял решение завершить свою спортивную карьеру.
В дальнейшем занялся преподавательской и научной деятельностью, был заведующим кафедрой фехтования БГОИФКа, защитил диссертацию на соискание учёной степени кандидата педагогических наук.
В 1980-х годах работал руководителем кафедры боевой и спортивной подготовки в Минской академии милиции. С 2012 по 2015 год — доцент кафедры «Физическая культура» БНТУ.